# Tetraopes huetheri
Tetraopes huetheri là một loài bọ cánh cứng trong họ Cerambycidae.